# Faro Adziogol
Il faro Adziogol (Аджигольський маяк in ucraino; Аджигольский маяк in russo) è una struttura iperboloide verticale in acciaio, alta 64 metri.
È stato progettato dall'ingegnere ed architetto russo V. G. Šuchov nel 1911 e si trova alla foce del fiume Dnepr, a circa 30 chilometri da Cherson, in Ucraina. La sua luce è visibile da circa 17 miglia nautiche.